# 張保仔 (1988年電視劇)
《張保仔》（英語：Bandits from Hong Kong）是香港亞洲電視製作的電視劇集，曾在廣東取景，在1988年10月首播，共25集，由譚新源監製。

## 劇集內容
清朝嘉慶年間，朝廷積弱、水師無能，海盜橫行，為禍福建廣東沿海，一般漁民不敢出海作業，生活困苦。在這時期，廣東誕生了一位傳奇人物，名張保仔。稱雄海上、所向無敵。
張保仔（黃元申飾）本為漁民，為生計冒險出海，被海盜所擄，被囚期間認識石蘭（苗可秀飾），互相照顧，後俱為紅旗首領鄭一（江漢飾）所救，收為義子。鄭欲娶蘭為妻，保本與蘭相戀，礙於鄭乃其恩人，不肯對鄭坦白，蘭賭氣嫁鄭。婚後，保、蘭感情復熾，鄭得悉欲殺保，保逃亡至廣州，期間目睹洋人欺壓華人，販賣鴉片等惡行，保決劫洋船擄洋人，並把財物收藏...

## 主要演員
- 黃元申 飾 張保
- 苗可秀 飾 石蘭
- 江　漢 飾 鄭一
- 區艷蓮 飾 宋楚兒
- 駱達華 飾 鄭英石
- 楊得時 飾 鄭雄石
- 徐二牛 飾 周飛鴻
- 凌腓力 飾 大膽
- 吳　回 飾 大膽爺
- 甘　山 飾 郭婆帶
- 徐有明 飾 梁皮保
- 朱德惠 飾 燒雞燦
- 陳植槐 飾 鄉長
- 譚德成 飾 陳虎
- 佘文炳 飾 吳知青
- 陳　東 飾 李尚青
- 梁錦燊 飾 鄔石二
- 鄧德光 飾 陳香主
- 熊德誠 飾 宋立德
- 蕭山仁 飾 石蘭父
- 陳麗雲 飾 石蘭母
- 關偉倫 飾 石蘭兄
- 馮素波 飾 張保仔母
- 方　傑 飾 曾華
- 洪志成 飾 譚有斤
- 尹榮祥 飾 李發
- 馬熙澄 飾 亞順
- 榮　飈 飾 九
- 曾贊安 飾 安
- 韓　江 飾 倭什布
- 聶安達 飾 特文
- 柯　龍 飾 巴里
- 金　童 飾 潘福泰
- 張鴻昌 飾 鄧廷楨